# Њу Солсбери (Индијана)
Њу Солсбери (енгл. New Salisbury) насељено је место без административног статуса у америчкој савезној држави Индијана.

## Демографија
По попису из 2010. године број становника је 613.
| Група             | 2000.    | 2010.       |
| Белци             | 0 (0,0%) | 597 (97,4%) |
| Афроамериканци    | 0 (0,0%) | 4 (0,7%)    |
| Азијати           | 0 (0,0%) | 4 (0,7%)    |
| Хиспаноамериканци | 0 (0,0%) | 4 (0,7%)    |
| Укупно            | 0        | 613         |